# Selaginella pulcherrima
Selaginella pulcherrima là một loài dương xỉ trong họ Selaginellaceae. Loài này được Liebm. mô tả khoa học đầu tiên năm 1847.

## Hình ảnh

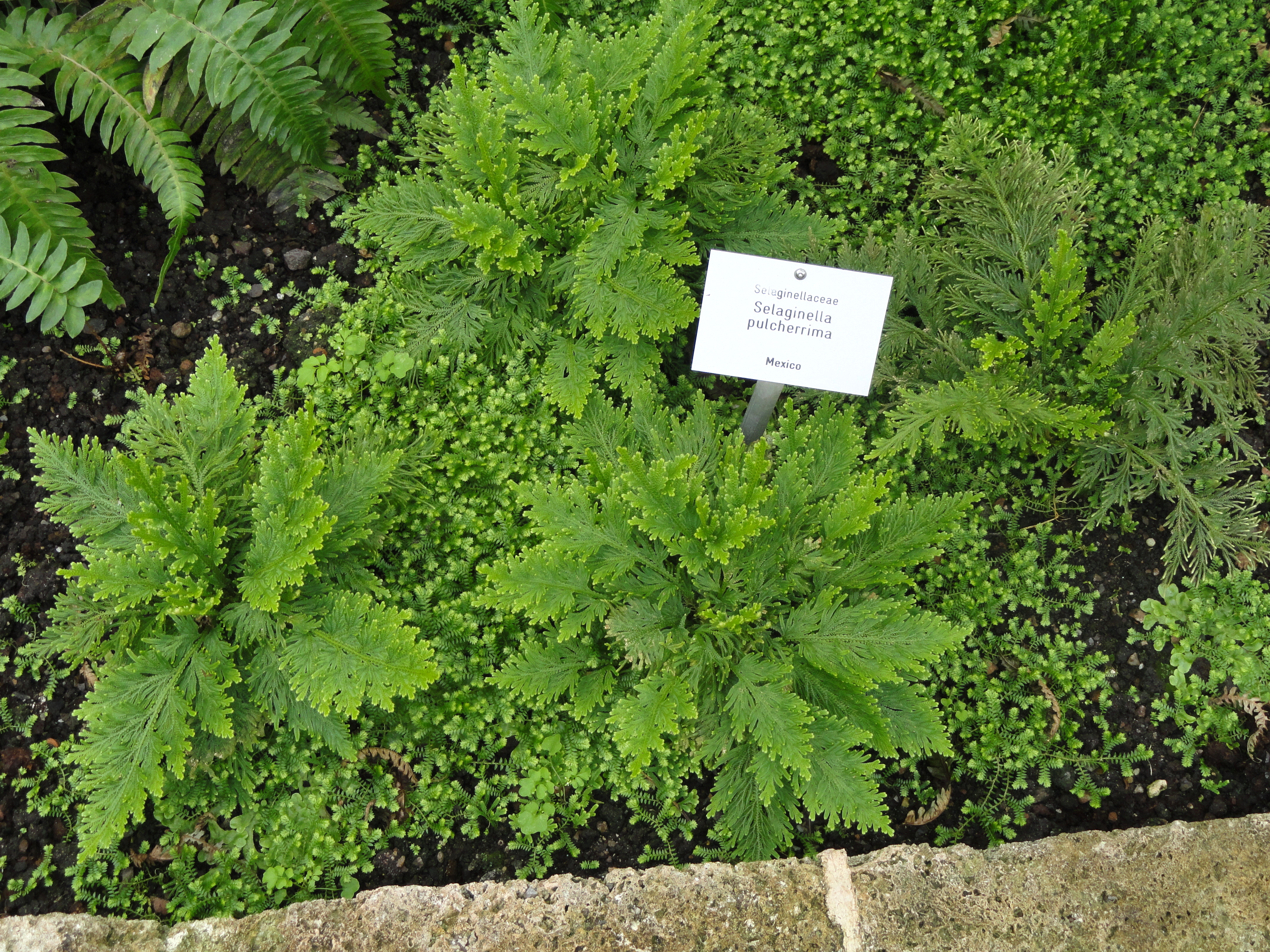
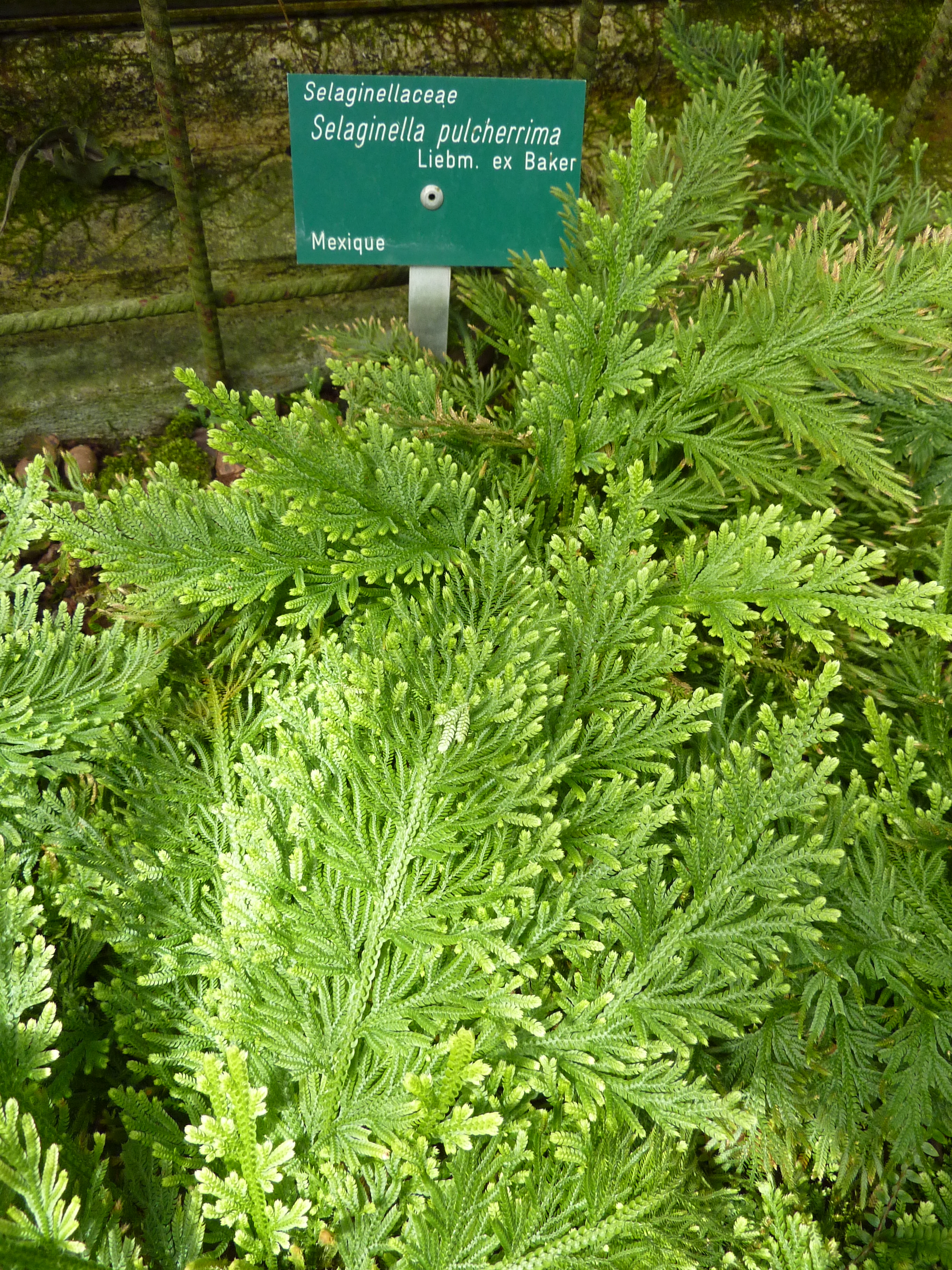
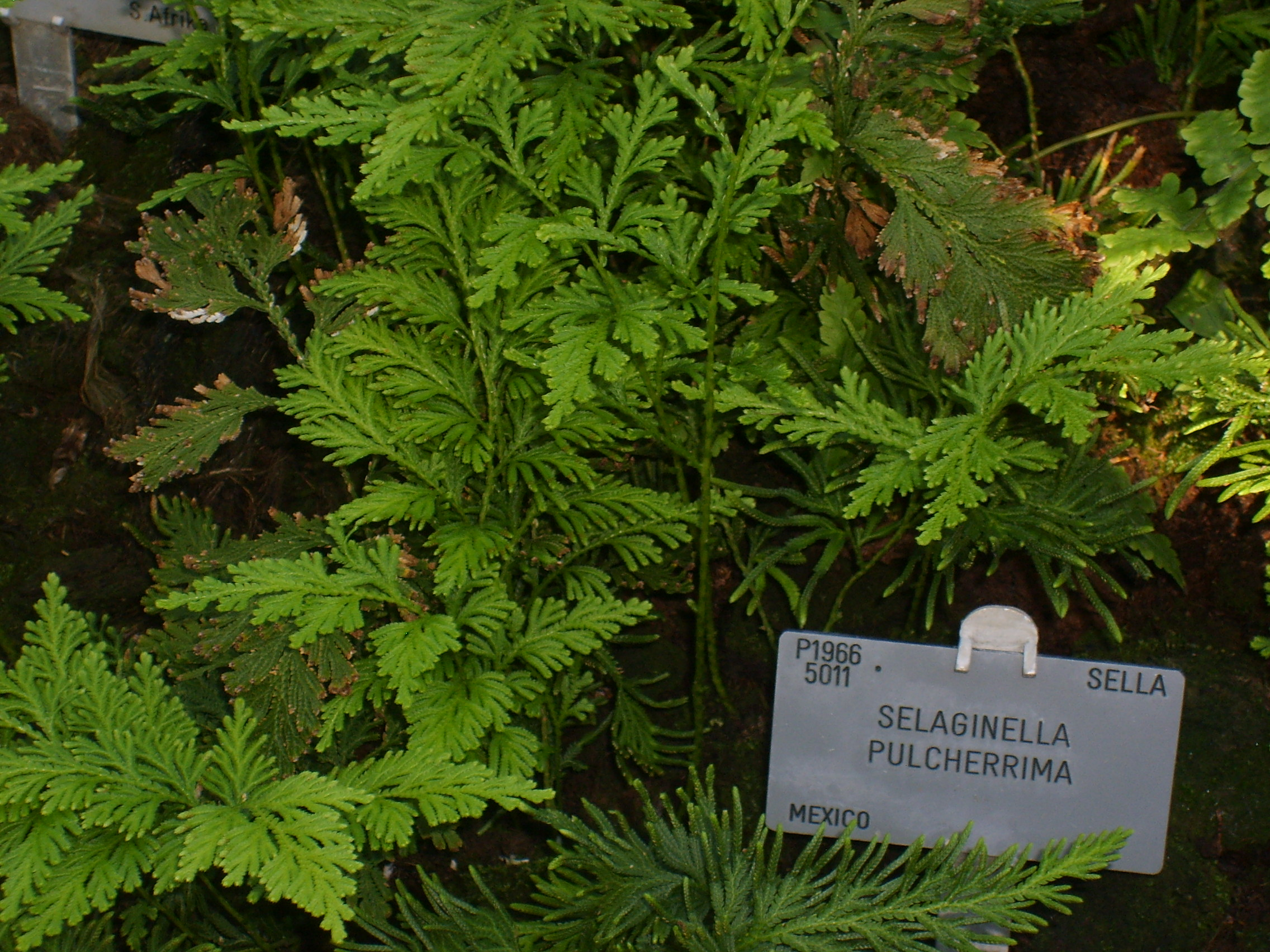